# 苏格兰教会总会所

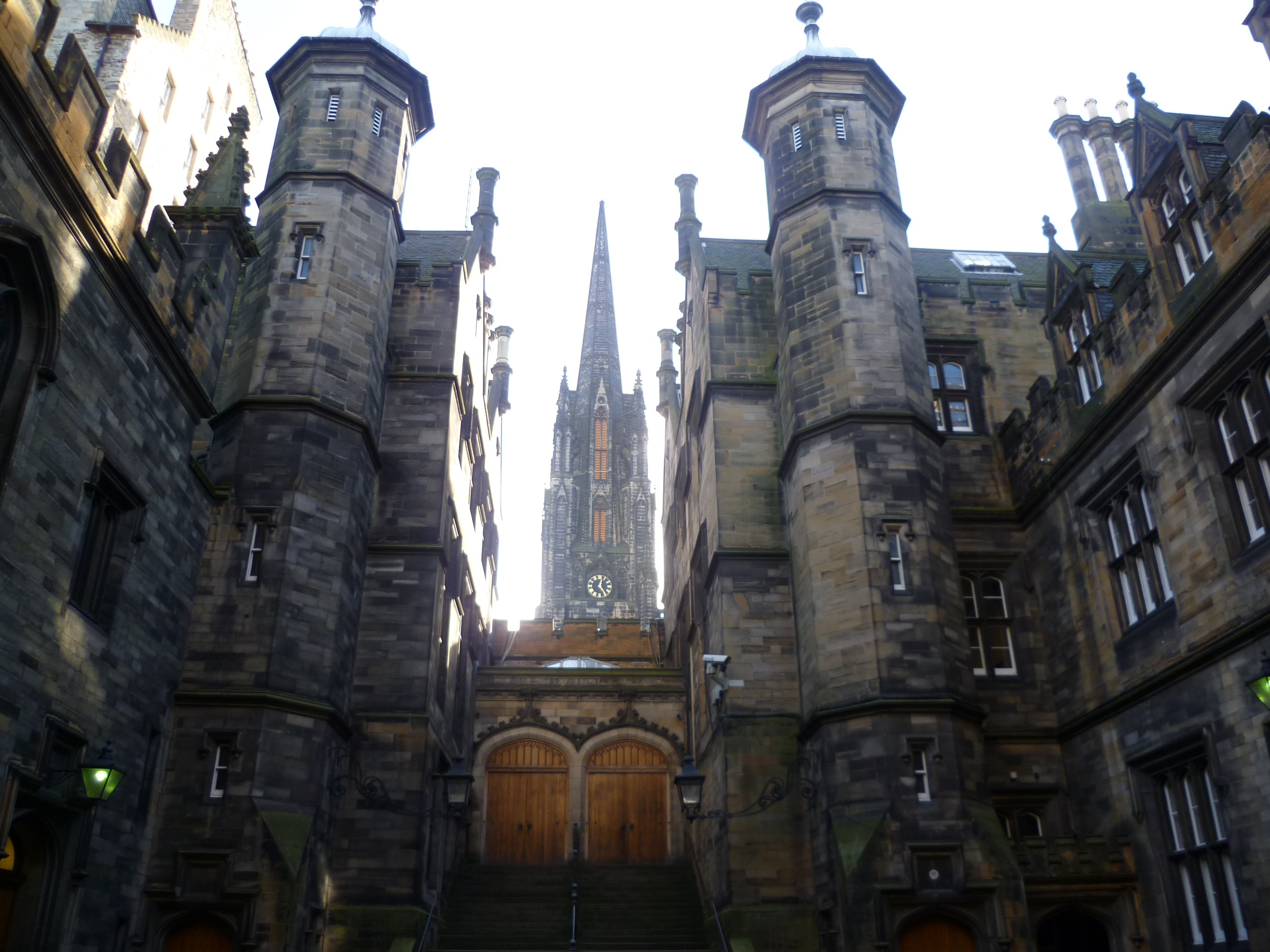

苏格兰教会总会所（General Assembly Hall of the Church of Scotland）位于苏格兰爱丁堡的草坪市场（Lawnmarket）与土丘之间，是苏格兰教会总会的集会场所。

## 历史

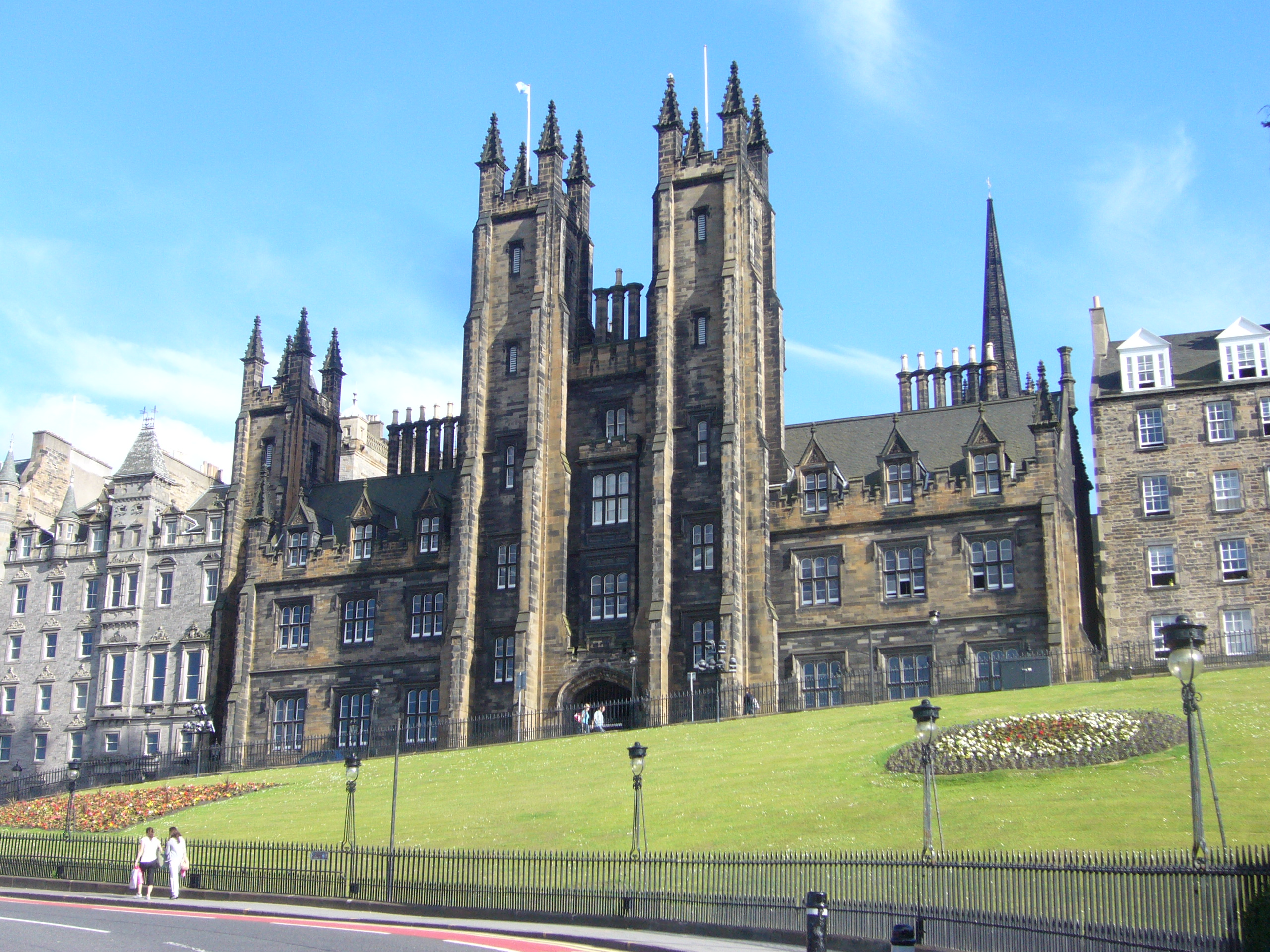

1843年苏格兰教会分裂后，新成立的苏格兰自由教会在爱丁堡新建了自己的神学院新学院、聚会所和离开苏格兰教会的神职人员住所。这个建筑群由William Henry Playfair设计，1846年起开始建造。聚会所本身由大卫·布莱斯设计，建于1858-59年。其面对城堡山的后侧于1885年由J. M. Dick Peddie扩建。
1900年，苏格兰联合长老教会和苏格兰自由教会大多数联合成立苏格兰联合自由教会；总会所因此为新联合的教会使用。苏格兰联合自由教会和苏格兰教会于1929年重新合并。总会所因此成为重新联合的苏格兰教会的总会所。直到1929年，老苏格兰教会的总会都在在高地托尔博特圣约翰教堂（现在的爱丁堡会议中心）开会，其尖顶仍然盖过总会所和新学院。

## 其他用途
苏格兰教会总会所是1948年以来每年八月爱丁堡国际艺术节和爱丁堡国际艺穗节的表演场地。
1999年至2004年，大会堂曾用作苏格兰议会的临时辩论室。